# Cztery wiosny
Cztery wiosny – debiutancki album studyjny polskiego rapera Marcina „Ostrego” Ostrowskiego. Wydawnictwo ukazało się 30 maja 2014 roku nakładem wytwórni muzycznej Klincz w dystrybucji Step Records. Produkcji nagrań podjęli się: Żwirek, Jot-wu, Dos, Wowo, Choina oraz Chmurok. Z kolei wśród gości na płycie znaleźli się m.in. Pih, Juras i Paluch.
Album dotarł do 41. miejsca zestawienia OLiS.

## Lista utworów
Opracowano na podstawie materiału źródłowego.
1. „Zaufaj mi na gębę” (produkcja: Jot-wu)
2. „Rebelii specjalista” (produkcja: Żwirek)
3. „Nie mam nic” (produkcja: Wowo, gościnnie: Kasia Moś, skrzypce: Mateusz Woś)
4. „Chcemy tego więcej” (produkcja: Żwirek, gościnnie: Epis)
5. „Chopie” (produkcja: Chmurok, gościnnie: Wu)
6. „Prawilniaki” (produkcja: Dos, gościnnie: CoPa)
7. „Jesteś tu na chwilę” (produkcja: Wowo)
8. „Łatwiej” (produkcja: Chmurok, gościnnie: Pih, Juras, Karol Chachurski)
9. „Trudy przynoszą zaszczyty” (produkcja: Choina, gościnnie: Kali)
10. „Cztery wiosny” (produkcja: Choina, gościnnie: Kasia Moś)
11. „Żyć godnie” (produkcja: Wowo, gościnnie: Finu)
12. „Pierwszy raz” (produkcja: Żwirek, gościnnie: Paluch, Karol Chachurski)